# John George Clark Anderson
John George Clark Anderson (* 6. Dezember 1870 in Edinkillie, Morayshire; † 31. März 1952 in Oxford) war ein britischer Althistoriker und Epigraphiker.

## Leben
Anderson studierte zunächst bei William Mitchell Ramsay in Aberdeen, der sein Interesse für Kleinasien und dessen Inschriften weckte. Anschließend studierte er am Christ Church College der Universität Oxford, wo Francis John Haverfield sein Lehrer wurde und er 1896 das Examen ablegte. Von 1896 bis 1897 konnte Anderson mit dem Craven Fellowship der British School at Athens Kleinasien bereisen. 1899 erwarb er den M.A. in Oxford. Von 1900 bis 1927 lehrte er am Christ Church College, 1919 wurde er zum University Lecturer ernannt, 1927 zum Reader in Roman Epigraphy. Von 1927 bis 1936 war Anderson Camden Professor of Ancient History an der Universität Oxford.

## Veröffentlichungen (Auswahl)
- Asia Minor. John Murray, London 1903